# Pardosa prosaica
Pardosa prosaica este o specie de păianjeni din genul Pardosa, familia Lycosidae, descrisă de Chamberlin și Ivie, 1947. Conform Catalogue of Life specia Pardosa prosaica nu are subspecii cunoscute.